# Obusier M116
L'obusier M116 est un obusier léger américain entré en service en 1927. Il fut produit à plusieurs milliers d'exemplaires durant la Seconde Guerre mondiale.